# Indirana tenuilingua
Indirana tenuilingua är en groddjursart som först beskrevs av Rao 1937.  Indirana tenuilingua ingår i släktet Indirana och familjen Ranixalidae. IUCN kategoriserar arten globalt som otillräckligt studerad. Inga underarter finns listade i Catalogue of Life.